# Hall of fame
Hall of fame (i nogle sammenhænge forkortet HOF) er et æresgalleri med personer, som har gjort en fremtrædende indsats inden for et bestemt område – et erhverv, et fagområde, en sport eller lignende. 
En hall of Fame er ofte tilknyttet en bestemt bygning, f.eks. et museum, der hædrer medlemmerne med udstilling af bl.a. plakater, skulpturer og andre relevante effekter. I andre tilfælde forstås hall of fame mere symbolsk og består simpelthen i en liste over betydningsfulde personer. 
En walk of fame er i princippet det samme, men består af navneplader i et fortov et bestem sted, f.eks. Hollywood Walk of Fame. 
Den første hall of fame, som blev oprettet, er Hall of Fame for Great Americans, grundlagt af New York University i 1900.

## Hall of fames

### Hall of fame i Danmark
- Danmarks Idræts Forbunds Hall of Fame
- Dansk Amerikansk Fodbold Hall of Fame

### Generel
- Hall of Fame for Great Americans

### Hall of fame inden for musik
- Big Band and Jazz Hall of Fame
- Blues Hall of Fame
- Country Music Hall of Fame
- Dance Music Hall of Fame
- Gospel Music Hall of Fame
- Grammy Hall of Fame (for indspilninger)
- Grammy Lifetime Achievement Award (for personer)
- Polka Hall of Fame
- Rockabilly Hall of Fame
- Rock and Roll Hall of Fame
- Songwriters Hall of Fame
- UK Music Hall of Fame
- Vocal Group Hall of Fame

### Hall of fame inden for underholdning i øvrigt
- American Theatre Hall of Fame
- Broadcaster's Hall of Fame
- Circus Hall of Fame
- Mascot Hall of Fame
- Television Hall of Fame

### Hall of fame inden for sport
- America's Cup Hall of Fame
- Basketball Hall of Fame
- Billiard Congress of America Hall of Fame
- Boston Red Sox Hall of Fame
- English Football Hall of Fame
- Green Bay Packers Hall of Fame
- Hockey Hall of Fame − et museum opbygget omkring berømte personer som har været betydningsfulde for ishockeyens udvikling
- International Boxing Hall of Fame − et æresgalleri for de største personligheder indenfor boksesporten
- International Game Fishing Hall of Fame
- International Gymnastics Hall of Fame
- International Jewish Sports Hall of Fame
- International Motorsports Hall of Fame
- International Rugby Hall of Fame
- International Surfing Hall of Fame
- International Swimming Hall of Fame
- International Tennis Hall of Fame
- International Women's Sports Hall of Fame
- ISAF Sailing Hall of Fame
- National Baseball Hall of Fame and Museum (USA) - museum, som er dedikeret til mindet om og studiet af legenderne i amerikansk baseball
- U.S. Olympic Hall of Fame
- World Chess Hall of Fame
- World Figure Skating Hall of Fame
- World Golf Hall of Fame
- Women's Basketball Hall of Fame
- Pro Football Hall of Fame − et æresgalleri for de personer, som har gjort en fremtrædende indsats i NFL
- WWE Hall of Fame − en institution, der hædrer udvalgte tidligere og nuværende wrestlere

### Hall of fame øvrige
- Astronaut Hall of Fame
- International Civil Rights Walk of Fame på Martin Luther King, Jr. National Historic Site
- International Space Hall of Fame

### Walk of fame
- Australian of the Year Walk
- Canada's Walk of Fame
- Hollywood Walk of Fame